# Shang Chunsong
Shang Chunsong (商春松S; Hunan, 18 marzo 1996) è una ginnasta cinese, membro della squadra vincitrice delle medaglie d'argento ai Mondiali di Nanning 2014 e Glasgow 2015 e della medaglia di bronzo alle Olimpiadi di Rio de Janeiro.
Ai Mondiali di Anversa, nel 2013, conclude la finale all around all'ottavo posto e la finale alla trave al sesto.
Ai Mondiali di Nanning 2014 vince l'argento con la squadra cinese e raggiunge il dodicesimo posto nella finale all around. L'anno seguente vince nuovamente l'argento nel concorso a squadre e si qualifica per tre finali: all-around, parallele e corpo libero. Nella finale all-around si piazza al quarto posto, così come al corpo libero, termina la finale alle parallele in sesta posizione.
Alle Olimpiadi di Rio, oltre al bronzo con la squadra, raggiunge il quarto posto nella finale all around e il quinto alle parallele.